# 토미 디펜디
토미 디펜디(영어: Tommy Defendi, 1989년6월 30일 ~ )는 미국의 포르노 배우로, 게이 분야에서 활동한다.